# Liste preußischer Berghauptleute
Der Berghauptmann oder Oberberghauptmann ist der jeweilige oberste Beamte eines Oberbergamtes. Im flächenmäßig großen Königreich Preußen gab es mehrere Oberbergämter, deren Zuständigkeit nach dem Allgemeinen Berggesetz für die Preußischen Staaten vom 24. Juni 1865 wie folgt aufgeteilt war:
- Oberbergamt Breslau für die Provinzen Schlesien, Posen und Preußen
- Oberbergamt Halle für die Provinzen Sachsen, Brandenburg und Pommern
- Oberbergamt Dortmund für die Provinz Westfalen mit Ausnahme einiger Gebiete und von der Rheinprovinz die Kreise Nees, Duisburg und Essen sowie Teile der Kreise Düsseldorf und Elberfeld. Ab 1866 auch Teile der neu gebildeten Provinz Hannover.
- Oberbergamt Bonn für die Rheinprovinz mit Ausnahme der zuvor genannten Kreise, von der Provinz Westfalen das Herzogtum Westfalen, die Grafschaften Wittgenstein-Wittgenstein und Wittgenstein-Berleburg, das Fürstentum Siegen und die Ämter Burbach und Neunkirchen sowie die Hohenzollernschen Lande. Ab 1866 das Herzogtum Nassau.
- Oberbergamt Clausthal für die neu gebildeten Provinzen Hannover (mit Ausnahmen) und Schleswig-Holstein sowie das ehemalige Kurfürstentum Hessen.

## Berghauptleute (Auswahl)

### Oberberghauptmannschaft in Berlin
| Bild | Name                        | Amtsjahre | Anmerkungen                                                                                     |
| ---- | --------------------------- | --------- | ----------------------------------------------------------------------------------------------- |
|      | Friedrich Anton von Heynitz | 1777–1802 |                                                                                                 |
|      | Friedrich Wilhelm von Reden | 1802–1803 | 1779–1802 schlesisches Oberbergamt, später preußischer Bergwerksminister                        |
|      | Johann Carl Ludewig Gerhard | 1810–1835 |                                                                                                 |
|      | Franz von Veltheim          | 1835–1839 |                                                                                                 |
|      | Ernst August von Beust      | 1840–1848 | 1817–1840 Oberbergamt Bonn                                                                      |
|      | Ernst Heinrich von Dechen   | 1859/1860 | Interimistisch. Den Titel Oberberghauptmann durfte er auch in Bonn führen, wohin er zurückging. |
|      | Otto Ludwig Krug von Nidda  | 1860–1878 | Oberberghauptmann erst ab 1865. Vorher Wirklicher Geheimer Oberbergrat.                         |
|      | Albert Serlo                | 1878–1884 |                                                                                                 |
|      | August Huyssen              | 1884–1891 |                                                                                                 |
|      | Theodor Freund              | 1891–1900 |                                                                                                 |
|      | Gustav von Velsen           | 1900–1917 |                                                                                                 |
|      | Richard Althans             | 1917–1923 |                                                                                                 |
|      | Karl Schantz                | 1923–1928 |                                                                                                 |
|      | Ernst Flemming              | 1928–1933 |                                                                                                 |
|      | Erich Winnacker             | 1933–     |                                                                                                 |

### Berghauptmannschaften an den Oberbergämtern
| Bild | Name                                 | Oberbergamt | Amtsjahre                          | Titel         | Anmerkungen                                                                        |
| ---- | ------------------------------------ | ----------- | ---------------------------------- | ------------- | ---------------------------------------------------------------------------------- |
|      | Ernst Heinrich von Dechen            | Bonn        | 1841–1864                          | Berghauptmann |                                                                                    |
|      | Hermann Brassert                     | Bonn        | 1864–1892                          | Berghauptmann | 1878 Berufung zum Oberberghauptmann nach Berlin aus persönlichen Gründen abgelehnt |
|      | Johann Friedrich Hermann Pinno       | Breslau     | 1. November 1891 – 1. Oktober 1896 | Berghauptmann |                                                                                    |
|      | Karl August von Linsingen            | Clausthal   | 1859–1867                          | Berghauptmann |                                                                                    |
|      | Adolf Achenbach                      | Clausthal   | 1878–1900                          | Berghauptmann |                                                                                    |
|      | Otto Taeglichsbeck                   | Dortmund    | 1769–1785                          | Berghauptmann |                                                                                    |
|      | Toussaint von Charpentier            |             | 1830–1847                          | Berghauptmann | Oberbergamt Dortmund, schlesisches Oberbergamt                                     |
|      | Karl von Oeynhausen                  |             | 1847–1864                          | Berghauptmann | schlesisches Oberbergamt, 1855 Oberbergamt Dortmund                                |
|      | August von Schoenaich-Carolath       | Dortmund    | 1863–1888                          | Berghauptmann |                                                                                    |
|      | Johann Gustav Brassert               | Halle       | 1851–1857                          | Berghauptmann |                                                                                    |
|      | Georg Gante                          |             | ? – 1. Oktober 1924                | Berghauptmann |                                                                                    |
|      | Carl Christian Septimus von Veltheim |             | ? – ?                              | Berghauptmann |                                                                                    |